# Copa Rio de 2005
A Copa Rio de Profissionais de  2005 foi a 11ª edição da Copa Rio, competição organizado pela Federação de Futebol do Estado do Rio de Janeiro. Após cinco anos sem ser disputada, a competição retornou apenas com os times de menor investimento e o Tigres do Brasil se sagrou, pela primeira vez, campeão ao vencer o Macaé.

## Regulamento
A primeira fase da Copa Rio foi disputada por 15 clubes, divididos em quatro grupos: três de quatro equipes e um com três. Após as partidas em turno e returno, dentro da própria chave, os dois melhores classificados passaram para a segunda fase. Futuro Bem Próximo e Taquaral desistiram já com a tabela divulgada e perderam seus jogos por WO, computando, assim, 1 a 0 a favor do adversário.
Nas fases finais, as equipes se enfrentam em mata-mata, tendo o mando de campo o de melhor campanha na primeira fase. Em caso de empate na soma dos resultados, classifica-se o de melhor campanha.

## Primeira fase

### Grupo A
| Pos | Equipe           | Pts | J | V | E | D | GP | GC | SG |
| --- | ---------------- | --- | - | - | - | - | -- | -- | -- |
| 1   | Tigres do Brasil | 12  | 6 | 3 | 3 | 0 | 9  | 4  | +5 |
| 2   | Duque de Caxias  | 10  | 6 | 3 | 1 | 2 | 9  | 5  | +4 |
| 3   | Condor AC        | 7   | 6 | 2 | 1 | 3 | 6  | 6  | +0 |
| 4   | EC Resende       | 4   | 6 | 1 | 1 | 4 | 5  | 14 | -9 |

|                  | CON | DCA | ECR | TIG |
| ---------------- | --- | --- | --- | --- |
| Condor AC        | –   | 1–0 | 4–2 | 0–1 |
| Duque de Caxias  | 1–0 | –   | 4–1 | 1–1 |
| EC Resende       | 1–0 | 0–2 | –   | 0–3 |
| Tigres do Brasil | 1–1 | 2–1 | 1–1 | –   |

### Grupo B
| Pos | Equipe                                      | Pts | J | V | E | D | GP | GC | SG |
| --- | ------------------------------------------- | --- | - | - | - | - | -- | -- | -- |
| 1   | Profute                                     | 12  | 4 | 4 | 0 | 0 | 8  | 3  | +5 |
| 2   | Barcelona-RJ                                | 6   | 4 | 2 | 0 | 2 | 5  | 6  | -1 |
| 3   | Predefinição:Futebol Futuro Bem Próximo [a] | 0   | 4 | 0 | 0 | 4 | 0  | 4  | -4 |

|                                         | BAR | FBP | PRO |
| --------------------------------------- | --- | --- | --- |
| Barcelona-RJ                            | –   | 1–0 | 1–2 |
| Predefinição:Futebol Futuro Bem Próximo | 0–1 | –   | 0–1 |
| Profute                                 | 4–2 | 1–0 | –   |

### Grupo C
| Pos | Equipe       | Pts | J | V | E | D | GP | GC | SG  |
| --- | ------------ | --- | - | - | - | - | -- | -- | --- |
| 1   | Macaé        | 15  | 6 | 5 | 0 | 1 | 22 | 5  | +17 |
| 2   | Quissamã     | 12  | 5 | 4 | 0 | 1 | 9  | 8  | +1  |
| 3   | Bela Vista   | 6   | 5 | 2 | 0 | 3 | 4  | 16 | -12 |
| 4   | Taquaral [a] | 0   | 6 | 0 | 0 | 6 | 0  | 6  | -6  |

|            | BVI   | MAC | QUI | TAQ |
| ---------- | ----- | --- | --- | --- |
| Bela Vista | –     | 0–5 | 1–3 | 1–0 |
| Macaé      | 8–1   | –   | 5–0 | 1–0 |
| Quissamã   | – [b] | 4–2 | –   | 1–0 |
| Taquaral   | 0–1   | 0–1 | 0–1 | –   |

### Grupo D
| Pos | Equipe            | Pts | J | V | E | D | GP | GC | SG  |
| --- | ----------------- | --- | - | - | - | - | -- | -- | --- |
| 1   | Miguel Couto      | 15  | 6 | 5 | 0 | 1 | 21 | 4  | +17 |
| 2   | Arraial do Cabo   | 10  | 6 | 3 | 1 | 2 | 4  | 8  | -4  |
| 3   | União de Marechal | 6   | 6 | 2 | 0 | 4 | 9  | 11 | -2  |
| 4   | União Central     | 4   | 6 | 1 | 1 | 4 | 3  | 14 | -11 |

|                   | ARR | MIG | UCE | UMH |
| ----------------- | --- | --- | --- | --- |
| Arraial do Cabo   | –   | 1–0 | 0–0 | 0–2 |
| Miguel Couto      | 5–0 | –   | 4–1 | 3–1 |
| União Central     | 0–1 | 0–5 | –   | 2–1 |
| União de Marechal | 1–2 | 1–4 | 3–0 | –   |

Notas
- a. ^  Predefinição:Futebol Futuro Bem Próximo e Taquaral desistiram da competição com a tabela divulgada e perderam seus jogos por 1 a 0.
- b. ^  Partida entre Quissamã e Bela Vista não disputada, pela última rodada da primeira fase, por já terem suas situações definidas na tabela.

## Fases Finais
Em itálico, as equipes que fazem o primeiro jogo do confronto em casa e em negrito os times classificados.
|  | Quartas-de-final | Quartas-de-final | Quartas-de-final | Quartas-de-final |   |                  | Semifinais | Semifinais | Semifinais | Semifinais |  |                  | Final | Final | Final | Final |  |  |
|  |                  |                  |                  |                  |   |                  |            |            |            |            |  |                  |       |       |       |       |  |  |
|  |                  |                  |                  |                  |   |                  |            |            |            |            |  |                  |       |       |       |       |  |  |
|  | Tigres do Brasil | 2                | 2                | 4                |   |                  |            |            |            |            |  |                  |       |       |       |       |  |  |
|  | Barcelona-RJ     | 0                | 0                | 0                |   |                  |            |            |            |            |  |                  |       |       |       |       |  |  |
|  | Barcelona-RJ     | 0                | 0                | 0                |   | Tigres do Brasil | 0          | 3          | 3          |            |  |                  |       |       |       |       |  |  |
|  |                  |                  |                  |                  |   | Tigres do Brasil | 0          | 3          | 3          |            |  |                  |       |       |       |       |  |  |
|  |                  | Miguel Couto     | 2                | 1                | 3 |                  |            |            |            |            |  |                  |       |       |       |       |  |  |
|  | Miguel Couto     | Miguel Couto     | 2                | 1                | 3 | 2                | 5          | 7          |            |            |  |                  |       |       |       |       |  |  |
|  | Miguel Couto     |                  |                  |                  |   | 2                | 5          | 7          |            |            |  |                  |       |       |       |       |  |  |
|  | Quissamã         | 2                | 2                | 4                |   |                  |            |            |            |            |  |                  |       |       |       |       |  |  |
|  | Quissamã         | 2                | 2                | 4                |   |                  |            |            |            |            |  | Tigres do Brasil | 1     | 2     | 3     |       |  |  |
|  |                  |                  |                  |                  |   |                  |            |            |            |            |  | Tigres do Brasil | 1     | 2     | 3     |       |  |  |
|  |                  | Macaé            | 0                | 0                | 0 |                  |            |            |            |            |  |                  |       |       |       |       |  |  |
|  | Profute          | Macaé            | 0                | 0                | 0 | 0                | 4          | 4          |            |            |  |                  |       |       |       |       |  |  |
|  | Profute          |                  |                  |                  |   | 0                | 4          | 4          |            |            |  |                  |       |       |       |       |  |  |
|  | Duque de Caxias  | 1                | 0                | 1                |   |                  |            |            |            |            |  |                  |       |       |       |       |  |  |
|  | Duque de Caxias  | 1                | 0                | 1                |   | Profute          | 0          | 1          | 1          |            |  |                  |       |       |       |       |  |  |
|  |                  |                  |                  |                  |   | Profute          | 0          | 1          | 1          |            |  |                  |       |       |       |       |  |  |
|  |                  | Macaé            | 0                | 1                | 1 |                  |            |            |            |            |  |                  |       |       |       |       |  |  |
|  | Macaé            | Macaé            | 0                | 1                | 1 | 3                | 7          | 10         |            |            |  |                  |       |       |       |       |  |  |
|  | Macaé            |                  |                  |                  |   | 3                | 7          | 10         |            |            |  |                  |       |       |       |       |  |  |
|  | Arraial do Cabo  | 1                | 0                | 1                |   |                  |            |            |            |            |  |                  |       |       |       |       |  |  |

## Premiação
| Copa Rio 2005                        |
| Duque de Caxias                      |
| ------------------------------------ |
| Tigres do Brasil Campeão (1º título) |